# Gomoku
A gomoku kétszemélyes absztrakt stratégiai táblás játék. A győzelemhez öt kövünket kell egymás mellé lerakni.
A játék ókori kínai vagy japán eredetű, a japán go (五) szó jelentése: öt.
A go és a gomoku játékokban ugyanolyan táblát és köveket használunk, de több hasonlóság nincs közöttük.
A gomoku néven kívül a go-bang névvel is találkozhatunk. Tisztázatlan, hogy a két név ugyanazt a játékot jelenti-e, mert a különféle leírások nem egységesek.

## Szabályok
A tábla 19×19 rácspontból áll, vagyis a köveket nem a vonalak közötti négyzetekbe, hanem a vonalak metszéspontjaira kell tenni. A játékosok 100-100 követ kapnak. A hagyománynak megfelelően a játékot fekete kővel kezdik.

### Első szakasz
A két játékos felváltva tesz egy-egy követ a táblára. Az első lépés után követ csak olyan pontra szabad letenni, amely szomszédos egy már letett kővel. Letett követ felvenni többet nem lehet, és az első játékszakaszban elmozdítani sem.
A játék célja, hogy vízszintes, függőleges vagy átlós irányban megszakítás nélkül öt azonos színű követ sikerüljön letenni. Az ellenfél ezt a kialakulni látszó vonal végére tett kövekkel próbálja megakadályozni. Az alábbi képeken ábrázolt játszmát fekete nyerte a 37. lépésben.

### Második szakasz
Miután a játékosok mind a 100 követ lerakták, de a játszma még nem dőlt el, akkor a játék második szakaszában felváltva tolhatnak egy-egy követ szomszédos szabad mezőre. Ütés[forrás?] ebben a szakaszban sincs. A cél továbbra is az, hogy öt követ sikerüljön egyvonalba helyezni.
A források nem teszik eldönthetővé, hogy a gomoku és a go-bang nevű játékok abban térnek-e el egymástól, hogy csak az utóbbi változatban lehet a köveket elmozdítani, vagy pedig ez a szakasz a gomokuban is elérkezhet, és csak névváltozatokról van szó. Mivel a játék ritkán tarthat el száz lépésig, a probléma jórészt elméleti marad.

## Változatok
A játék a hagyományos 19×19-es helyett 15×15-ös táblán is ismert, de játszható 10×10-es dámatáblán vagy sakktáblán is, az utóbbi esetben a játékosoknak 12–12 bábuja van.

## Világbajnokság
Gomoku világbajnokságot kétszer, 1989-ben és 1991-ben rendeztek. 2009-ben a tornát felújították, de a korábbi nyitójáték-szabályon változást vezettek be, az új változatot swap2 néven említik. Ennek oka, hogy a klasszikus gomoku esetén nagyságrendileg a mérkőzések ⅔-át a kezdő játékos nyerte meg. A swap2 kezdéssel nagyságrendileg 52%-ra változott az első játékos győzelmi esélye.
A tornák helyszínei és a győztesek:
| év   | helyszín  | bajnok            |
| ---- | --------- | ----------------- |
| 1989 | Kiotó     | Szergej Csernov   |
| 1991 | Moszkva   | Jurij Tarannyikov |
| 2009 | Pardubice | Artur Tamioła     |
| 2011 | Huskvarna | Demján Attila     |
| 2013 | Tallinn   | Demján Attila     |
| 2015 | Szuzdal   | Dupszki Rudolf    |
| 2017 | Prága     | László Zoltán     |
| 2019 | Tallinn   | Martin Muzika     |
| 2023 | Budapest  | Pavel Laube       |

## Amőba
Az amőba a gomoku széles körben elterjedt változata, melyet kötött tábla és fekete-fehér kövek helyett négyzetrácsos papírlapon játszanak tollal, vagy ceruzával, jellemzően X és O jelekkel; a játéktér korlátját a lap széle jelenti. Elterjedésének oka, hogy a gyermekek a játék minden kellékét magukkal viszik az iskolába. A standard gomokutól eltérően (amelyben az 5-nél hosszabb sor nem nyer) az amőbában különleges virtusnak számít a hosszabb (legalább 6 bábut tartalmazó) győztes sor kirakása.
A játék Magyarországon használt nevét onnan kapta, hogy a győztesé az a „megtiszteltetés”, hogy a végül létrejött alakzatot (szögletes vagy görbe vonallal) szorosan körberajzolja. Az így létrejött vonal egy állábakat növesztett amőbára hasonlít.

### Játékmenet
A játék nem sokban különbözik a gomokutól, csak nincs rögzítve a tábla mérete, és így nem is kerülhet sorra a bábuk tologatásával játszott második játékszakasz.
A két játékos felváltva tesz egy-egy bábut a táblára. A játék célja, hogy vízszintes, függőleges vagy átlós irányban megszakítás nélkül öt saját bábut sikerüljön letenni. Az ellenfél ezt a kialakulni látszó vonal végére tett bábukkal próbálja megakadályozni.
A papíron játszott, legjellemzőbb változatban az egyik játékos X, a másik O jelekkel helyettesíti a bábukat, a játék OX elnevezése innen ered, bár azt a Tic-tac-toe-ra is használják. A kétféle jelet szokták kétféle színnel is jelölni, ahogy az a fényképen is látható.
6x6-so táblán játszott változata a rend és káosz.

## Hasonló játékok
- Rendzsu
- Pente
- Tic-tac-toe
- Connect four
- Lite three
- Quarto
- Quadruple
- Quixo

## Külső hivatkozások
- online amőba játék (flyordie.hu)
- Amőba.zin.hu
- Számítógép ellen játszható online amőba játék(0v.hu)

1. ↑  Renju International Federation Archiválva 2014. január 14-i dátummal a Wayback Machine-ben (renju.net)